# Noé Roth
Noé Roth (* 27. Dezember 2000 in Baar) ist ein Schweizer Freestyle-Skier. Er startet in der Disziplin Aerials (Springen). Seine bisher grössten Erfolge sind der Weltmeistertitel 2019 im Teamspringen und der Gewinn der Weltcup-Disziplinenwertung der Saison 2019/20.

## Biografie
Roth stammt aus Baar im Kanton Zug. Seine Mutter Colette Roth-Brand war in den 1990er Jahren eine erfolgreiche Freestyle-Skierin, sein Vater Michel Roth ist langjähriger Trainer der Schweizer Nationalmannschaft. In seiner Kindheit spielte Noé Roth zunächst Fussball, wechselte dann zum Gerätturnen und schliesslich zum Freestyle-Springen. Das Sommertraining bestreitet er jeweils im Jumpin-Wasserschanzenzentrum in Mettmenstetten.
Als 15-Jähriger nahm Roth ab Januar 2015 an Europacup-Wettbewerben teil. Bereits ein Jahr später gelang ihn in Minsk der erste Podestplatz auf dieser Stufe. Bei den Juniorenweltmeisterschaften 2016, die ebenfalls in Minsk stattfand, gewann er die Bronzemedaille. In der Saison 2016/17 etablierte er sich endgültig im Europacup; mit einem Sieg und drei weiteren Podestplätzen entschied er die Disziplinenwertung für sich. Sein Debüt im Freestyle-Weltcup hatte er am 25. Februar 2017 in Minsk, wo er Platz 14 belegte. Mit guten Leistungen im Weltcup qualifizierte sich Roth für die Olympischen Winterspiele 2018 in Pyeongchang, wo er auf Platz 16 sprang. Unmittelbar danach wurde er in Minsk Juniorenweltmeister.
Nach einem weiteren Europacupsieg zu Beginn der Saison 2018/19 trat Roth zur Weltmeisterschaft 2019 in Park City an. Dort gewann er als jüngster aller Teilnehmer überraschend die Bronzemedaille im Einzelwettbewerb sowie die Goldmedaille im erstmals ausgetragenen Teamwettbewerb (zusammen mit Carol Bouvard und Nicolas Gygax). Eine Woche später gelang ihm am 16. Februar 2019 mit Platz 3 in Moskau die erste Weltcup-Podestplatzierung. Zum Abschluss der Saison 2019/20 gewann er am 8. März 2020 in Krasnojarsk erstmals ein Weltcupspringen, womit er sich gleichzeitig den Sieg in der Disziplinenwertung sicherte.

## Erfolge

### Olympische Spiele
- Pyeongchang 2018: 16. Aerials
- Peking 2022: 4. Aerials (Mixed)

### Weltmeisterschaften
- Sierra Nevada 2017: 18. Aerials
- Park City 2019: 1. Aerials Teamwettbewerb, 3. Aerials Einzel
- Almaty 2021: 2. Aerials Teamwettbewerb, 7. Aerials Einzel
- Bakuriani 2023: 1. Aerials Einzel

### Weltcupwertungen
| Saison  | Gesamt | Gesamt | Aerials | Aerials |
| Saison  | Platz  | Punkte | Platz   | Punkte  |
| ------- | ------ | ------ | ------- | ------- |
| 2016/17 | 217.   | 2,57   | 36.     | 18      |
| 2017/18 | 152.   | 8,00   | 28.     | 48      |
| 2018/19 | 25.    | 33,80  | 6.      | 169     |
| 2019/20 | 8.     | 55,14  | 1.      | 386     |
| 2020/21 | -      | -      | 2.      | 320     |
| 2021/22 | -      | -      | 8.      | 207     |

### Weltcup
Roth erreichte im Weltcup bisher 16 Podestplätze, davon 3 Siege:
| Datum           | Ort         | Land     |
| --------------- | ----------- | -------- |
| 8. März 2020    | Krasnojarsk | Russland |
| 6. Februar 2021 | Deer Valley | USA      |
| 22. Januar 2023 | Le Relais   | Kanada   |

### Europacup
- Saison 2016/17, 2018/19, 2019/20: 1. Aerials-Disziplinenwertung
- 22 Podestplätze, davon 15 Siege

### Juniorenweltmeisterschaften
- Minsk 2016: 3. Aerials
- Minsk 2018: 1. Aerials